# مجموعه باغ صفوی
مجموعه باغ صفوی (باغ سعادت آباد، باغ فرهنگی قزوین، دولتخانه صفوی یا ارگ تهماسبی) مربوط به دوره صفوی - دوره قاجار است و در قزوین، مابین خیابان هلال احمر و پیغمبریه، سبزه میدان و خیابان سپه واقع شده‌است. مجموعه باغ صفوی دارای بیش از ۶ هکتار وسعت می‌باشد و از سردر عالی‌قاپو در شمال و ابتدای خیابان سپه قزوین آغاز شده و در انتها به محوطه کاخ چهل‌ستون قزوین اتصال می‌یابد و در طول مسیر خود با گذشتن از چندین حیاط و محوطه باز، می‌توانید از آثار و بقایای به‌جا مانده از دوره‌های مختلف صفوی، افشاریه، زندیه و قاجاریه را یکجا مشاهده نمایید
شهر قزوین در عصر صفویان، به علت قرارگیری بر سر راه جاده ابریشم و شرایط جغرافیایی و سیاسی آن زمان، حایز اهمیت شد. به همین دلیل، توانست تا مدتی عنوان پایتختی صفویان را نصیب خود کند.
انتقال پایتخت از تبریز به قزوین باعث شد تا بناها و عمارت‌هایی با شکوه و در شان پایتختی آن، در این شهر بنا شود. از جمله این عمارت‌ها و بناها می‌توان باغ صفوی را نام برد؛ که مجموعه‌ای از چند بنا می‌باشد.
شاه طهماسب پس از استقرار در قزوین (به عنوان پایتخت جدید خود) دستور داد تا تل باغی بسازند و عمارتی را در آن بنا کنند؛ بنا بر دستور شاه، معماران برجسته ایران گرد آمدند و باغی را طراحی کردند؛ این باغ باغ صفوی نام گرفت. عمارتی نیز، بنا به خواست شاه، در آن بنا شد و کاخ چهل ستون یا عمارت کلاه فرنگی نام گرفت.
به‌طور کلی این مجموعه از چند بنا تشکیل شده‌است که اکثراً تخریب شده‌اند و تعدادی از آن‌ها در حال حاضر در دست مرمت هستند.
محدوده اصلی باغ دارای ۷ در ورودی بوده‌است که فقط یک در از آن‌ها به نام سردر عالی قاپو باقی‌مانده‌است.
محل دقیق باغ را به علت تخریب و ساخت و سازهای اطراف نمی‌توان تعیین کرد. در حال حاضر، محوطه محصور خیابان‌های هلال احمر و پیغمبریه را باغ صفوی می‌نامند.
سازمان میراث فرهنگی در صدد است بناهایی را که به حریم باغ تجاوز کرده‌اند و باعث تخریب و نابودی تدریجی این مجموعه گشته‌اند، خریداری کرده و این مجموعه را بازسازی نماید. در حال حاضر مدرسه‌هایی که بین عمارت پهلوی و گراند هتل (دو بنا از این باغ) واقع شده‌اند خریداری شده‌است.

## مجموعه‌ها
مجموعه باغ صفوی متشکل از چند بنا است که به معرفی هر یک از آن‌ها می‌پردازیم:
- سردر عالی قاپو
- عمارت نادری
- عمارت پهلوی و عمارت قاجاری
- گراندهتل
- کاخ چهلستون (عمارت کلاه فرنگی)
- پیغمبریه

### سر در عالی قاپو

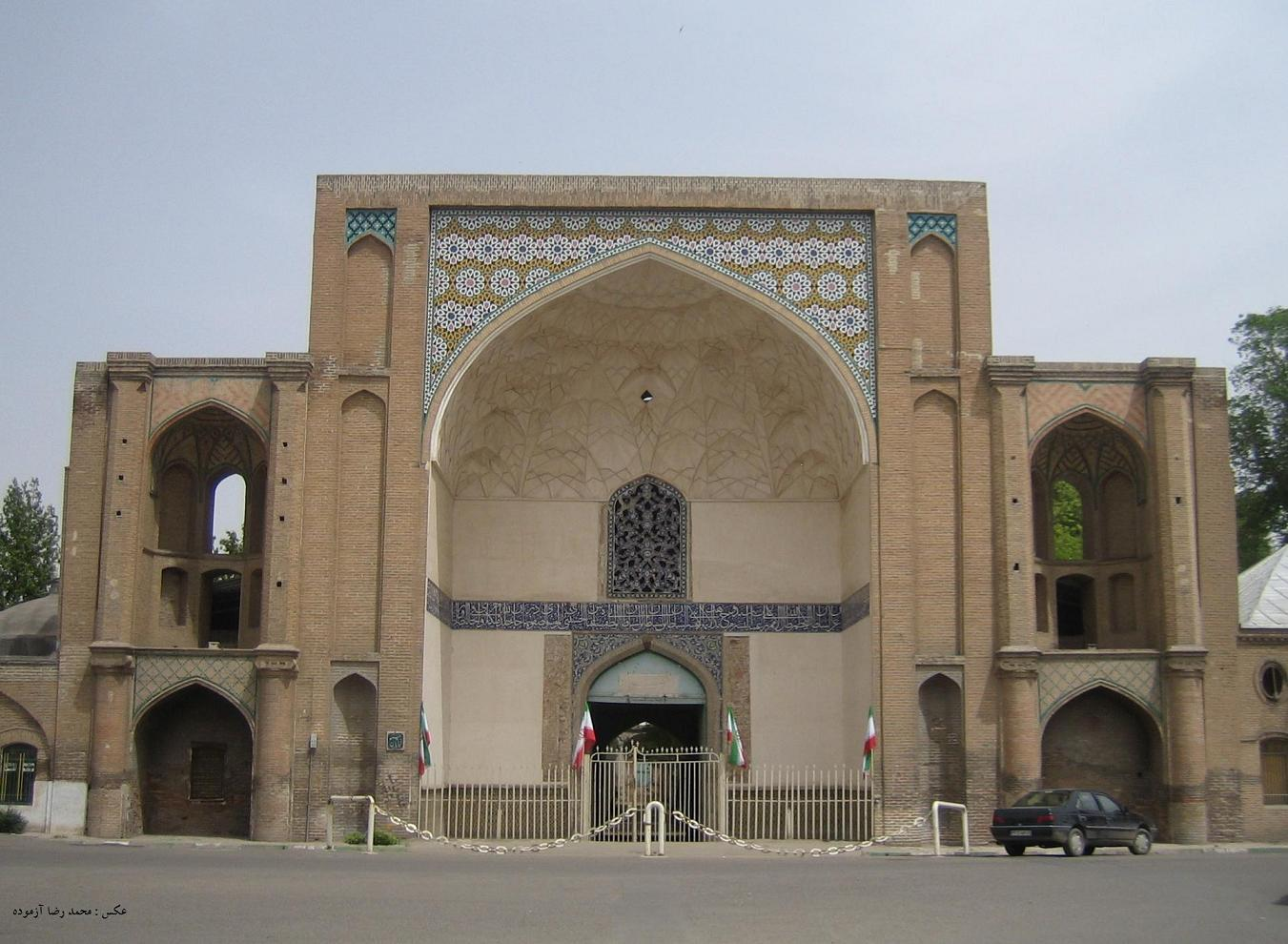

سر در عالی قاپو یکی از ۷ دروازه باغ صفوی بوده‌است.
این سردر در زمان شاه طهماسب ساخته و در زمان شاه عباس دچار تغییراتی شد؛ که از جمله این تغییرات می‌توان به کوچکتر شدن طاق ورودی‌ها اشاره کرد.
در زمان قدیم، در مقابل این سردر خیابان سپه -اولین خیابان ایران-قرار داشته است، می‌توان تصور کرد که رفت‌وآمد و هیاهوی بسیاری در مقابل این سر در وجود داشته‌است.
سر در تشکیل شده‌است ار قوسی پنج او هفت و هشتی بسیار زیبا همراه با تزیینات -که اکثراً تخریب شده‌اند- و گنبدی که بر روی هشتی قرار گرفته‌است.
در دو طرف هشتی، پلکان‌هایی به سمت اتاق‌های بالا که محل استقرار نگهبانان و نقاران بوده‌است، ختم می‌شوند.
جنس کف سردر سنگفرش و پایین‌تر از سطح خیابان کنونی و دارای شیبی کم به سمت داخل باغ می‌باشد، که انسان را به داخل باغ هدایت می‌کند.
متأسفانه تزیینات سردر مخصوصاً نقاشی‌ها و دیگر تزیینات هشتی آن به‌طور کل تخریب شده‌اند و در حال حاضر تنها کاشی‌کاری‌های معرق را در ورودی سر در:بالای قوس؛ به عنوان ازاره در پایین بنا؛ و در ردیفی در بدنه بنا که خطی روی آن نوشته شده‌است می‌بینیم.
این کتیبه خود از تزیینات سردر محسوب می‌شود. خط آن را علیرضا عباسی به خط ثلث جلی نوشته‌است و مضمون آن، تقدس و تکریم شاهان و آرزوی نابودی دشمنان آنهاست.
در دو سمت شرقی و غربی بنا نیز ساختمان‌های دیگری قرار دارد. قسمت غربی را به عنوان چاپخانه تا سال‌های اخیر استفاده می‌کرده‌اند که در ابتدا محل نگهداری ستوران بوده‌است.
قسمت شرقی که بعدها به بنا افزوده شده‌است نیز در ابتدا رختشویخانه بوده‌است و بعدها تبدیل به مدرسه‌ای به سبک اروپایی به نام امید شاه شد.
این بنا خشتی و بر روی پی سنگی قرار دارد.

### عمارت نادری
عمارت نادری در ضلع غربی حیاط بسیار وسیعی به نام قلعه بیگی و در سمت شرقی سر در عالی قاپو واقع شده بود و از سمت شمال به چهلستون و اداره پست و تلگراف و از جنوب تا انتهای دیوار سالن فعلی تربیت بدنی ادامه داشت و یکی از قصرهای مهم شاه طهماسب صفوی بوده‌است و پس از دوره صفویه رو به ویرانی می‌نهد و زمانی که نادرشاه افشار برای ضبط موقوفات به نفع سپاهیان مملکت به قزوین می‌آید، دستور به مرّمت آن می‌دهد ولی پس از گذشت چندین سال به حیاط قلعه بیگی معروف شد و به محل سربازگیری و ژاندارمری مبدل می‌گردد بنا دوباره در دوره پهلوی اول مورد بازسازی قرار می‌گیرد ولی مدتی بعد، بار دیگر مورد بی‌توجهی قرار گرفت و در حالی که مجدداً رو به ویرانی گذاشته بود در سال‌های پایانی حاکمیت رضا خان به‌طور کامل تخریب می‌شود.
این بنا کاملاً تخریب شده‌است و هیچ اثری از آن باقی نمانده‌است، و تنها نقشه‌های موجود در میراث فرهنگی حاکی از وجود این بنا در قدیم است.

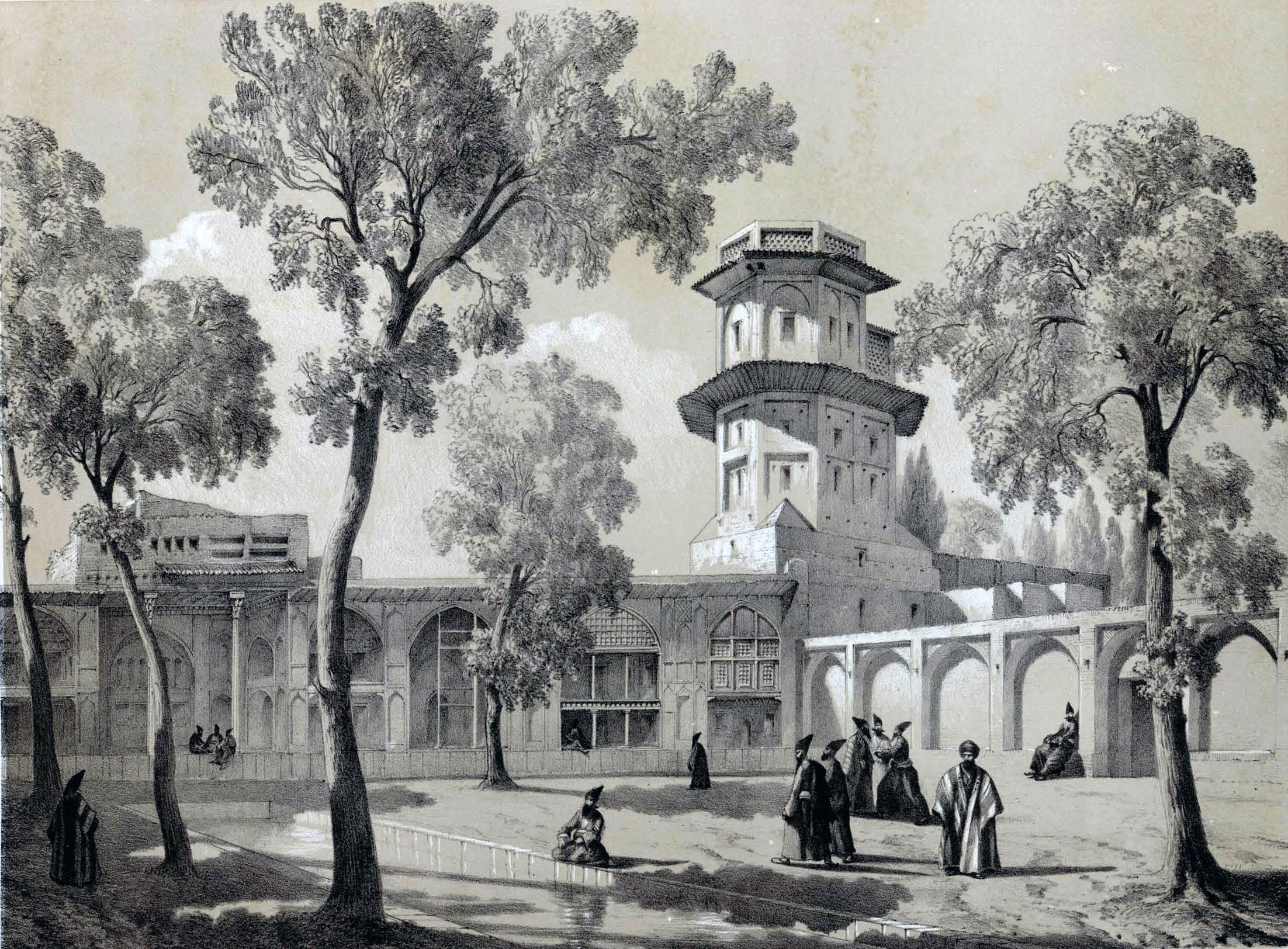
عمارت نادری

احتمالاً عمارت نادری، از مهم‌ترین عمارت‌های این باغ محسوب می‌شده‌است. این بنا در داخل باغ، و در سمت شرق سردر عالی قاپو قرار داشته‌است.
در اسفند ماه ۹۲، مدیرکل میراث فرهنگی و گردشگری استان قزوین اعلام نمود: در بررسی‌های باستان‌شناسسی و آواربرداری در ضلع شرقی مجموعه دولتخانه صفوی، ورودی عمارت «نادری» ـ یکی از کاخ‌های صفوی ـ پیدا شد؛ که وی بنای مزبور را متعلق به دوره صفوی و و ورودی عمارت «نادری» است که پس از تخریب و ساخت‌وسازهای جدید به‌عنوان زورخانه (ورزش باستانی) از آن استفاده می‌شد.

### عمارت پهلوی و عمارت قاجاری

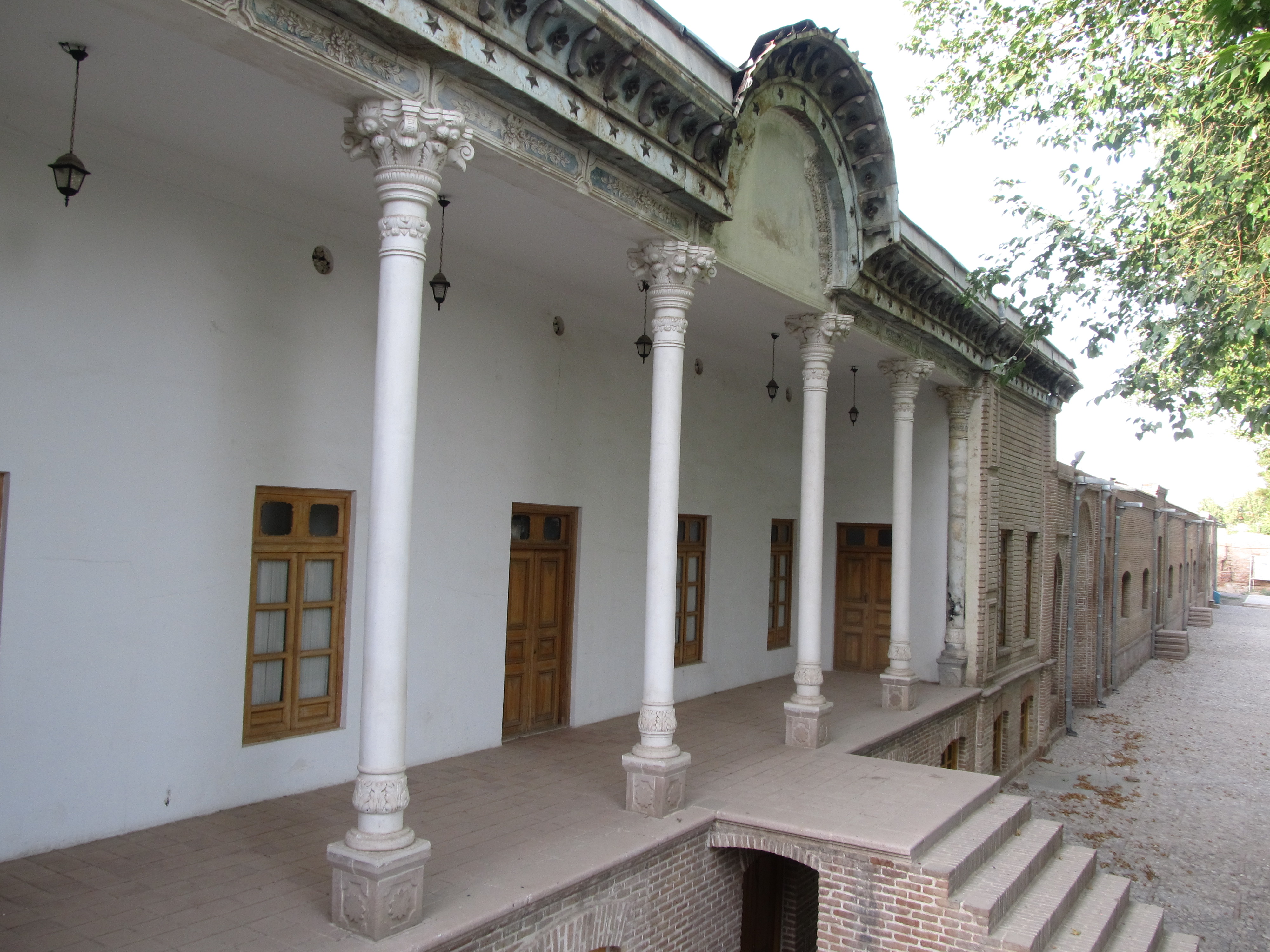

این دو بنا که در کنار یکدیگر قرار دارند، در دوره متفاوت ساخته شده‌اند:
عمارت قاجاری که دارای تزیینات و سرستون‌های زیبایی است و در حال حاضر در حال مرمت و بازسازی است. در جلوی این عمارت حوضی قرار دارد که فضای زیبایی را ایجاد کرده‌است.
عمارت پهلوی، در زمان پهلوی ساخته شد و دارای تزیینات خاصی نمی‌باشد. این بنا در دو طبقه ساخته شده‌است.
بعدها هر دو بنا به عنوان شهربانی استفاده می‌شده‌است. طبقه پایین نقش بازداشتگاه را داشته‌است و طبقات فوقانی کاربرد اداری داشته‌اند. حیاط پشت این دو بنا نیز به عنوان حیاط زندان استفاده می‌شده‌است.

### گراند هتل

بعد از حیاط به محوطه گراند هتی وارد می‌شویم که در حال حاضر، محصور و در حال بازسازی می‌باشد.
این هتل، از اولین و قدیمی‌ترین هتلهای ایران است.
این بنا از داخل باغ ۳ طبقه و از خیابان ۲ طبقه دیده می‌شود و این امر به دلیل اختلاف سطح باغ و خیابان است. طبقات این هتل تشکیل شده‌است از ایوان‌هایی ستوندار و اتاق‌هایی برای استقرار مهمانان. در مقابل این هتل سینمایی به نام گراند سینما وجود داشته‌است که اکنون اثری از آن نمی‌بینیم-از داخل هتل به سینما راهی وجود داشته‌است-این سینما دو بار دچار سانحه آتش‌سوزی شد؛ بار اول آن را بازسازی کردند اما بار دوم سینما به کلی از بین رفت.

### کاخ چهلستون

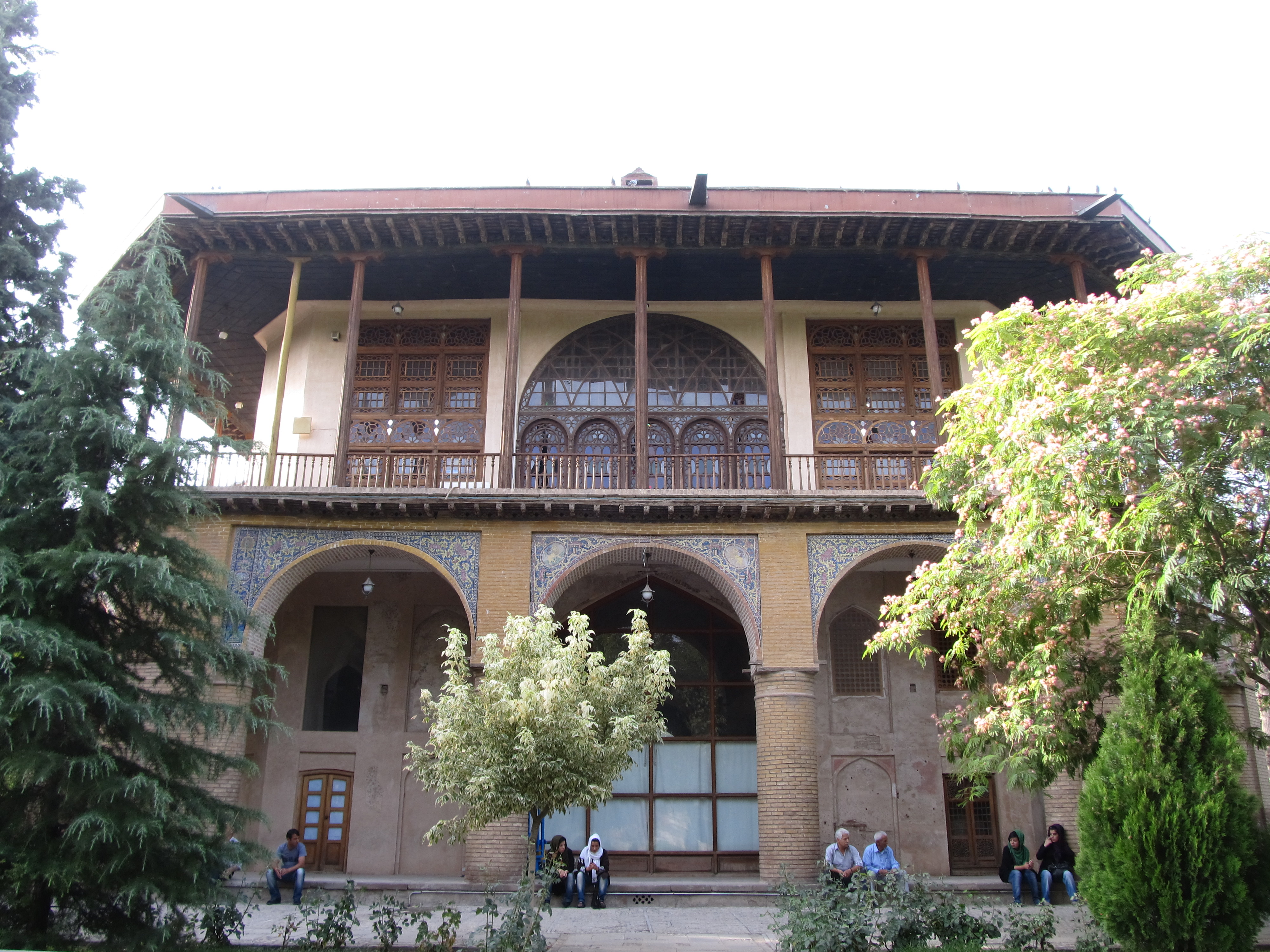

کاخ چهلستون (عمارت کلاه فرنگی) به دستور شاه طهماسب ساخته شد و از مهم‌ترین بناهای این مجموعه و کلاً، شهر قزوین به حساب می‌آید. این عمارت بین باغی با درختان بلند و فضایی سر سبز قرار گرفته‌است که در حال حاضر سبزه میدان نام داردو محل تفریح و گذران اوقات فراغت مردم قزوین می‌باشد.
این بنا با تقلید از بناهای تبریز و با استفاده از مکتب اصفهانی ساخته شده‌است. با توجه به عمارت‌های تبریز، شاه دستور داد این بنا را نیز مزین به نقاشی کنند تا تداعی‌کننده کاخ‌های تبریز باشد؛ در نتیجه، بهترین و زبده‌ترین نقاشان جمع شدند و چهلستون را به نقاشی‌هایی با مضامین:قصه‌های شیرین و فرهاد، لیلی و مجنون، صحنه‌های رزم و مسابقات چوگان و شکار و… مزین کردند. از مهم‌ترین ویژگی‌های این کاخ همین نقاشی‌های دیواری است.
متأسفانه به دلیل تغییر کابری بنا به ساختمانی نظامی و نیاز به فضایی خشک و به دور از تزیینات، تمامی نقاشی‌ها تخریب یا روی آن‌ها را با گچ پوشانده‌اند.
یکی دیگر از دلایل تخریب نقاشی‌ها، تغییر حکومت‌هاست؛ زیرا هر حکومتی با روی کار آمدن خود برای نشان دادن اقتدار خود و از بین بردن آثار حکومت سابق، نقاشی‌های قدیم را تخریب یا روی همان‌ها نقاشی‌های دیگری را ترسیم می‌کرده‌اند.
این بنا در حال حاضر، به عنوان موزه خوشنویسی قزوین محل نگهداری آثاری ارزشمند از خطاطی‌ها و کتاب‌های قدیمی و… است.

### موزه قزوین

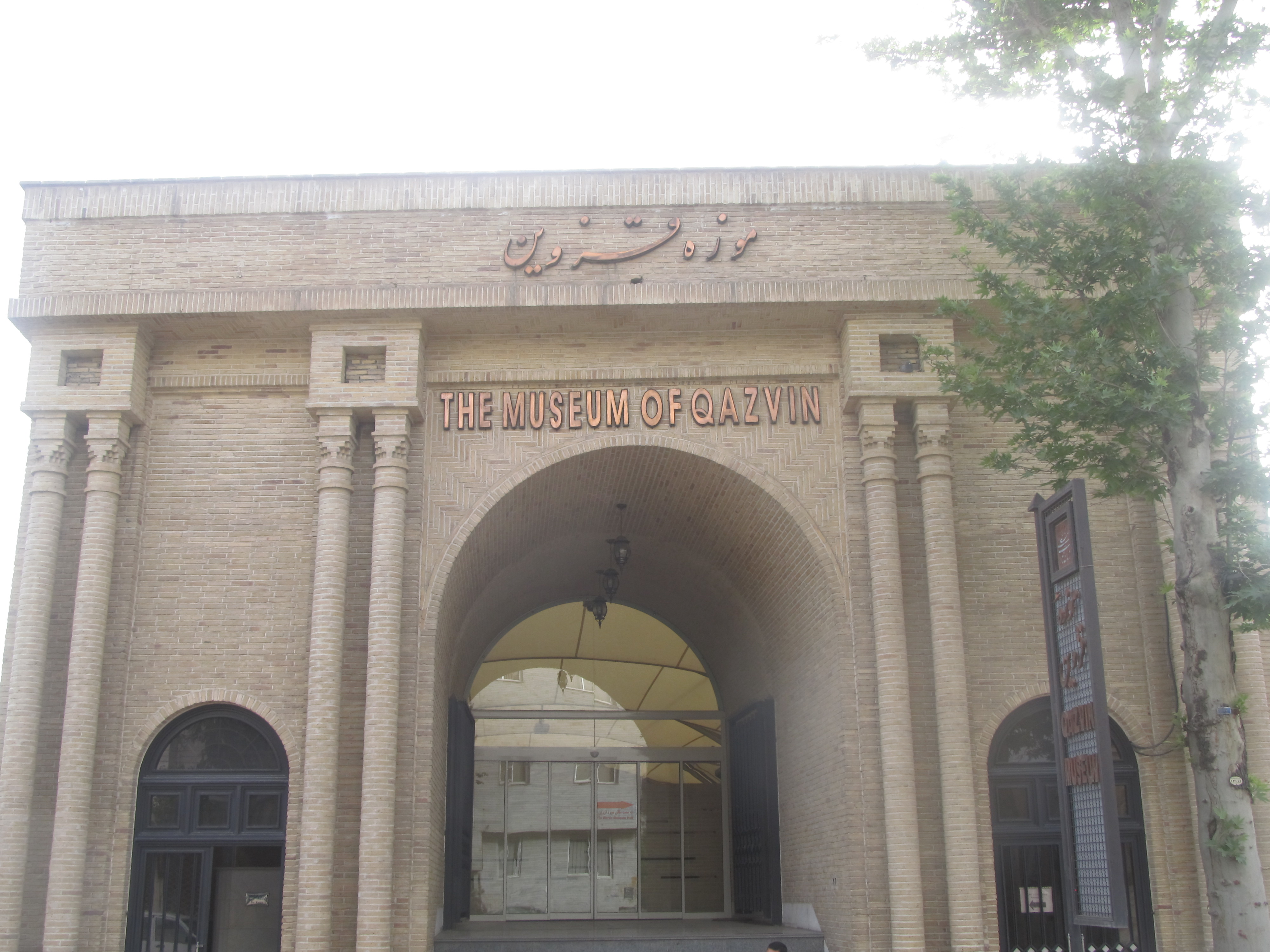

موزه قزوین در شرق مجموعه باغ صفوی قزوین قرار دارد. اشیای این موزه به چند گروه تقسیم می‌شوند. برخی از این اشیاء که بیشتر ظروف سفالی و اشیای مفرغی است، به هزاره‌های سوم و اول پیش از میلاد تعلق دارند. سایر اشیای این موزه مربوط به دوران اسلامی از قرون اولیه تا عهد معاصر است.
یکی از جذابیت‌های این موزه به دلیل داشتن مهره‌های آن است.

### بقعه پیغمبریه

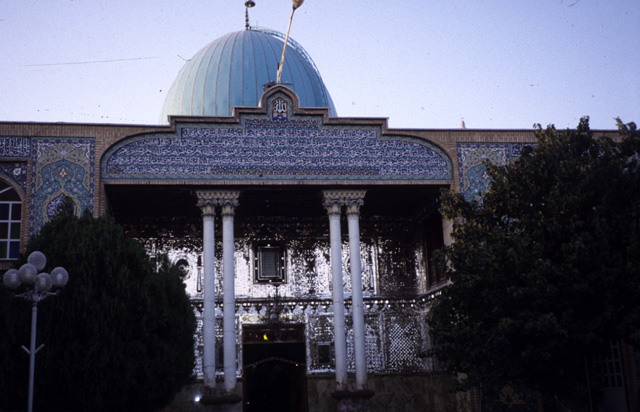

این بقعه آرامگاه چهار تن از پیامبران يهودى به نام‌های سلام، سلوم، القیا، سهولی می‌باشد علاوه بر این پیامبران امامزاده صالح بن حسن نیز در این مکان مدفون است و همچنان دایر و محل زیارت مریدان آنان است.

### مدرسه امید

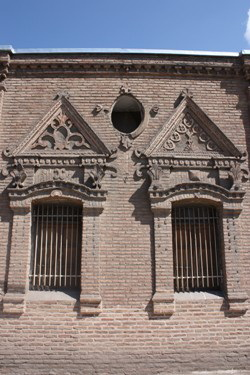

مدرسه امید اولین مدرسه نوین ساخته شده در قزوین می‌باشد که مربوط به دوره پهلوی است و در خیابان سپه، جنب سر درعالی قاپو قرار دارد. در آبان ماه سال ۱۳۹۱، این مدرسه به عنوان مرکز اسناد و کتابخانه میراث فرهنگی، صنایع دستی و گردشگری استان قزوین معین گشت و با نام کتابخانه دکتر دبیر سیاقی و مرکز اسناد مدرسه امید نام‌گذاری شد.

## وصف مجموعه باغ صفوی
از اشعار عبیدی بیک شیرازی:
| عرصه این روضهٔ عشرت مدار   |  | تختهٔ نردیست به نقش و نگار |
| گشته دو سطح متقاطع دو چار |  | چار خیابان ز دو سطح آشکار |
| فاصلهٔ نظم خیابان درو      |  | دیدهٔ عقل آمده حیران درو   |
| شکل خیابان ز یمین و یسار  |  | حاشیه اش گشته بنقش و نگار |
| جوی ز هر سو شده زنجیره اش |  | دیده ادراک شده خیره اش    |
| پهلوی هم عرعرو بید و چنار |  | سایه فکن بر گل نازک عذار  |
| از در این روضه جنه نشان   |  | تا بسر حوض خیابان کشان    |
| راست رهی از پی کسب کمال   |  | آمده از قبله بحد شمال     |
| تا بسر حوض خطی مستقیم     |  | کرده بعرضش خط دیگر دو نیم |
| گشته خیابان دگر زان عیان  |  | ازحد مغرب سوی مشرق کشان   |
| در وسط باغ به وضعی سعید   |  | گشته یکی سطح مربع پدید    |
| قایمه تاک سر افراخته      |  | سایه به هر کنج وی انداخته |

در بخش دیگری از اشعار عبیدی بیک شیرازی:
| جویش ز دو سوی در روارو  |  | بر رسته زجوی سبزهٔ نو  |
| بر جو ز دو سوی بید عرعر |  | افراخته تا بکهکشان سر |
| مابین دو سر بلند دیوار  |  | بر سبزهٔ دلپسند هموار  |
| سایه ز درخت و گل فتاده  |  | کمخای زمردی گشاده     |
| یکسوی در سعادت آباد     |  | کز باغ بهشت می‌دهد یاد |
| یکسوی در سرای شاهی      |  | منزلگه رحمت الهی      |

## ثبت ملی
این اثر در تاریخ ۲۷ اسفند ۱۳۸۶ با شمارهٔ ثبت ۲۲۶۸۰ به‌عنوان یکی از آثار ملی ایران به ثبت رسیده‌است.